# Tapinoma magnum
Tapinoma magnum (лат.) — вид муравьёв подсемейства долиходерины (Dolichoderinae). Встречается в странах Средиземноморья, в том числе в Южной Европе (Испания, Италия, Франция и другие) и Северной Африке (Алжир, Марокко, Тунис). В последнее время стал распространяться при перевозке горшечных растений и деревьев в страны Центральной и Восточной Европы, включая Великобританию, Германию и Словению. Крайняя восточная находка: городской парк Баку (Азербайджан). Крупные суперколонии занимают площадь в один гектар и более, насчитывают более 20 миллионов рабочих особей и до 350 маток.

## Описание
Мелкие муравьи (2—4 мм) чёрного цвета. Все части тела, включая придатки, покрыты довольно густым опушением. Щетинки на дорсальной и боковых поверхностях головы и груди отсутствуют. Длинные щетинки имеются на заднем крае 3-го и 4-го сегментов брюшка, вентральной части тазиков и переднем наличнике. Все части тела черновато-коричневые. Мандибулы и край наличника иногда с оранжевым или красноватым оттенком. Клипеальная вырезка с многочисленными волосками опушения или мелкими щетинками, выступающими за верхний край клипеальной вырезки. Проподеум округлый без проподеальных шипиков. Нижнечелюстные щупики 6-члениковые, нижнегубные щупики состоят из 4 сегментов. Стебелёк между грудкой и брюшком состоит из одного сегмента (петиоль).
Большой инвазивный потенциал в городских или рудеральных районах Центральной Европы обеспечивают следующие свойства T. magnum: (a) достаточная устойчивость к холодам, (b) быстрое развитие локального доминирования благодаря суперколониальному образу жизни и методам борьбы, (c) широкий спектр питания, который дополнительно расширяется полиморфизмом рабочих особей, (e) внутригнездовое (интранидальное) спаривание и (f) физиологический потенциал для дальнего расселения и создания независимых колоний с одной маткой. T. magnum разводит большое количество корневой тли, что позволяет ему процветать в открытых парках, садах и полуестественных местообитаниях с преобладанием травы. Защита колоний мучнистого червеца винограда и цитрусовых с помощью T. magnum значительно снизила воздействие нескольких паразитоидов и хищников, за исключением взрослых особей божьих коровок (Coccinellidae).
В Германии Tapinoma magnum пережил период морозов до −15 °C и оставался активным в середине зимы при температуре от 8 до 12 градусов.
Гнёзда подземные, часто очень обширные, достигая глубины до 1 м. Входы в гнёзда обычно образуют большие кратерообразные купола из выброшенных частиц почвы. Гнездятся также в основаниях и подвалах зданий. Находясь в песчаных дюнах (типичное место обитания — обратная сторона прибрежных дюн, расположенных ближе всего к морю), они выкапывают и поддерживают в песке долго сохраняющиеся следы, имеющие V-образную форму в сечении и глубиной до 5 см. Самые крупные суперколонии занимают площадь в один гектар и более, насчитывают более 20 миллионов рабочих особей и демонстрируют постоянный обмен выводками между гнёздами. В одной колонии может быть до 350 маток.

## Систематика
Вид Tapinoma magnum был впервые описан в 1861 году австрийским мирмекологом Густавом Майром, но до 2017 года рассматривался синонимом вида Tapinoma nigerrimum (его также путали с Tapinoma erraticum). Относится к суперколониальной группе видов трудноразличимого комплекса Tapinoma nigerrimum вместе с Tapinoma darioi и Tapinoma ibericum (все 4 вида из западного Средиземноморья).

## Распространение
Tapinoma magnum легко распространяется при перевозке горшечных растений и деревьев по Европе. Вероятно, эта инвазия происходила ещё во времена Римской империи с материалами, поступавшими из Африки. Встречается в странах Средиземноморья, в том числе в Южной Европе (Греция, Испания, Италия, Франция) и Северной Африке (Алжир, Марокко, Тунис). В последнее время (примерно в 1990-е и 2000-е годы) стал распространяться при перевозке растений в страны Центральной, а также Северной и Восточной Европы, включая Австрию, Бельгию, Великобританию, Германию, Нидерланды, Словению, Швейцарию. В восточном Средиземноморье и Малой Азии отсутствует, однако, известна крайняя восточная инвазивная находка: городской парк Баку (Philharmony Park, 40°21.8ʹN 49°50.0ʹE, Азербайджан).
Впервые вид был обнаружен в Германии в 2009 году, а в Бельгии — в 2014 году. Впервые о его появлении в Вагенингене (Голландия) сообщалось в 2013 году.